# Telkwice
Telkwice (niem. Telkwitz) – przysiółek wsi Bukowo w Polsce, położony w województwie pomorskim, w powiecie sztumskim, w gminie Stary Targ. Przysiółek wchodzi w skład sołectwa Bukowo.

## Historia

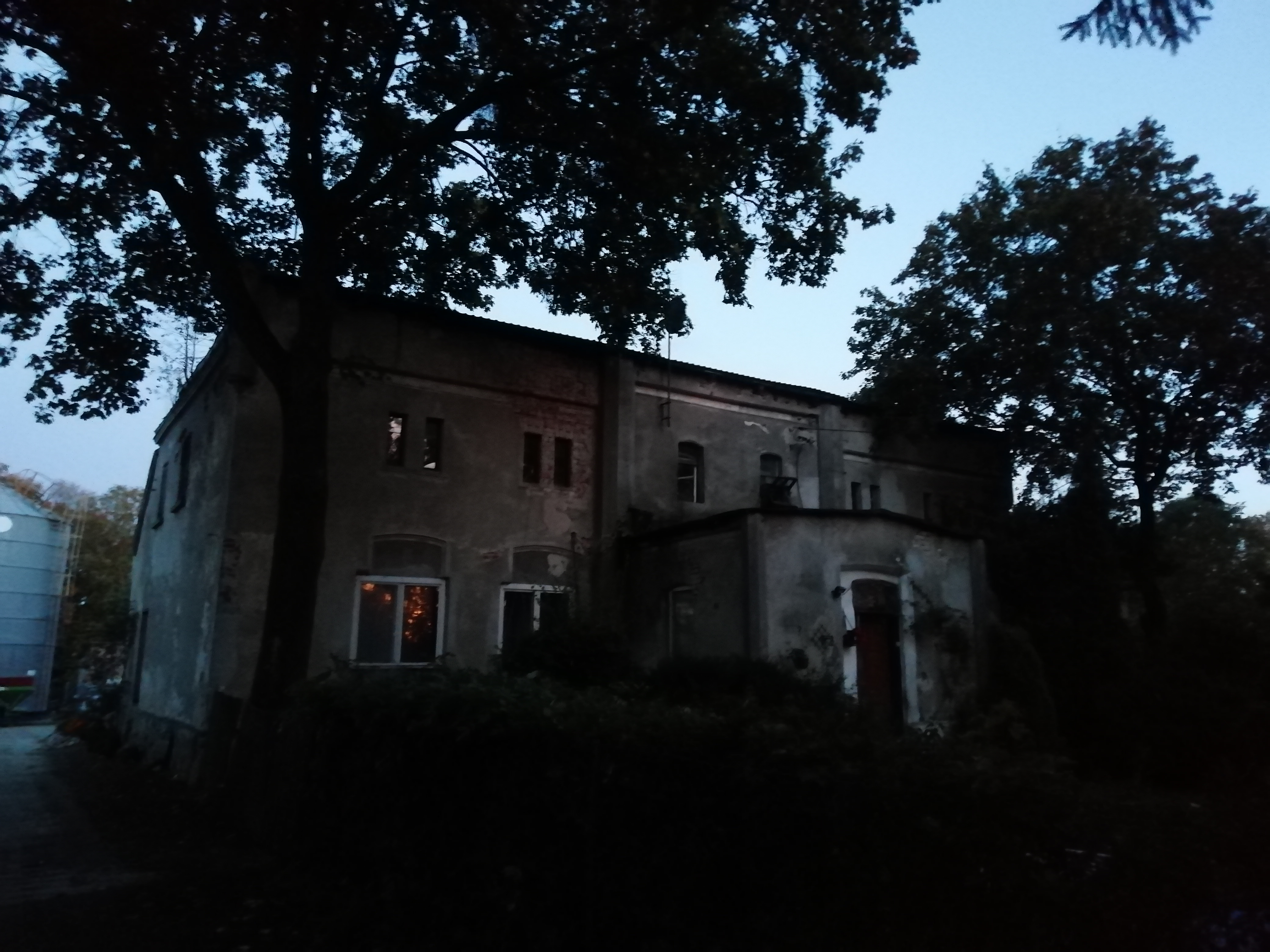
Dwór w Telkwicach

Wieś została założona w 1303 przez Prusa Tulikoytego, który otrzymał ziemie wraz z innym Prusem Bute na terenie dzisiejszego Bukowa. Występowała wówczas nazwa Azmiten; w XV wieku pojawiły się natomiast nazwy Tulkoytedorf i Telkowice. Wieś szlachecka położona była w I Rzeczypospolitej w województwie malborskim. Miejscowość była osadą folwarczną składającą się z dworu, parku, a także budynków gospodarczych i inwentarskich. 
Przed 1804 wieś posiadała rodzina Grąbczewskich, w 1804 przeszła ona w posiadanie Donimirskich. Jednym z gospodarzy był Teodor Donimirski (1805–1884), urodzony i zmarły w Telkwicach. Po jego śmierci właścicielem wsi był jego syn Jan Donimirski (1847–1929), którego córką była urodzona w 1878 w Telkwicach działaczka Maria Chełkowska (zm. 1960). Jej wnukiem był urodzony w 1927 w dworku w Telkwicach August Chełkowski (fizyk, polityk, od 1989 do 1999 senator czterech kadencji, marszałek Senatu II kadencji w latach 1991–1993; zm. 1999), syn Franciszka, dziedziczącego majątki w Telkwicach i Bukowie; rodzina opuściła Powiśle w 1930.
W latach 1945–1975 miejscowość administracyjnie należała do województwa gdańskiego, a w latach 1975–1998 do województwa elbląskiego.

## Zabytki
Według rejestru zabytków NID na listę zabytków wpisany jest dwór, nr rej.: A-922 z 25.08.1978.
Pierwotny układ ruralistyczny miejscowości został zachowany. Pochodzący z II połowy XIX wieku neogotycki dwór o piętrowych przybudówkach i wieży zwieńczonej krenelażem został w 1978 wpisany do rejestru zabytków. W Telkwicach znajduje się także park z II połowy XIX wieku oraz kapliczka przydrożna z końca XIX wieku. Zachowało się kilka budynków z przełomu XIX i XX wieku.